# Diploblastique
 (juin 2018).
Si vous disposez d'ouvrages ou d'articles de référence ou si vous connaissez des sites web de qualité traitant du thème abordé ici, merci de compléter l'article en donnant les références utiles à sa vérifiabilité et en les liant à la section « Notes et références ».
Les diploblastiques sont des animaux possédant deux feuillets embryonnaires (ectoderme et endoderme), par opposition aux triploblastiques qui en possèdent trois. Ces deux termes ont été proposés par Ray Lankester en 1873. Il considère que tous les animaux passent par un stade diploblastique au cours de leur développement. Certains auront ensuite un stade triploblastique, tandis que les Coelanterata garde deux couches de cellules. Selon les groupes de diploblastiques, ces deux couches peuvent rester inchangées durant la vie de l'animal ou l'ectoderme peut se subdiviser en plusieurs sous-feuillets. Lankester différencie cette subdivision ultérieure de l'ectoderme des diploblastiques, de la formation d'un troisième feuillet embryonnaire chez les triploblastiques qu'il identifie comme un autre processus. Le mésoblaste (troisième feuillet embryonnaire) des triploblastiques se forme entre l'ectoblaste et l'endoblaste puis se sépare en deux, une partie adhérant à l'ectoblaste et l'autre à l'endoblaste.
Les diploblastiques forment un grade paraphylétique de métazoaires (Lankester étant gradiste) regroupant :
- les spongiaires ou éponges ou porifères : animaux fixés qui possèdent un endosquelette, calcaire ou siliceux, formé de spicules ;
- les cnidaires, qui regroupent les animaux possédant des nématocystes, qui injectent du venin, destiné à capturer leurs proies. Ils regroupent entre autres les anémones de mer et les méduses ;
- les cténaires, animaux pélagiques qui ressemblent beaucoup aux méduses, mais dont les cellules caractéristiques sont celles des colloblastes. Cependant ils ont parfois été considérés comme triploblastiques[2].
- les placozoaires, animaux benthiques plats.

Tous sont des organismes aquatiques, que l'on retrouve aussi bien dans le milieu marin que dans le milieu dulcicole.